# 東京バス
東京バス株式会社（とうきょうバス、英: TOKYO BUS Co.,Ltd.）は、東京都北区に本社を置き、バス事業とタクシー事業を行う日本の企業。2016年に東京五輪を控え国際的に通用する名称としてグループ名を大阪バスグループから東京バスグループへ変更した。本項では、東京大阪バスグループのうち、大阪バスを除くグループ会社についても記述する。

## 概要
1954年（昭和29年）に日ノ丸自動車（鳥取県）グループの大東京観光バスとして設立され、その後の買収により近鉄グループ（東京近鉄観光バス）、クリスタルグループ（クリスタル観光バス）、大阪バスグループ（東京バス）の順に経営が移っている。東京大阪バスグループでは最古の企業である。
東京都、兵庫県、沖縄県で貸切バス事業と乗合バス事業、タクシー事業を手掛ける。タクシー事業は、2025年（令和7年）6月から日の出交通株式会社(東京都足立区)がグループ入りした。
約70両の車両を保有する。バスは最新の安全性機能を搭載するため車齢7年以内の三菱ふそう・エアロエースと日野・セレガで統一している。
路線バスはリムジンバスと高速バスを運行している。2020年（令和2年）9月より沖縄本島で路線バスを運行開始した。
東京バス代表取締役の西村晴成は、東京大阪バスグループ（9社）の代表も務める。
グループ会社では、陸上旅客運送事業のほかに船舶クルーズ事業も行う。また経営多角化の一環として外食産業にも進出し、大阪・心斎橋と札幌・すすきのに「ステーキハウス 信」を、東京バス本社社屋では「kitchen TOKYOBUS」をオープンした。
ろう者のバス運転手が日本で初めて誕生したバス事業者でもある。

### 社歌・マスコット
グループ社歌「Go!東京バス Go!大阪バス」の作詞・作曲はつんく♂が手掛けており、通信カラオケ配信もされている。また、横浜DeNAベイスターズの嶺井博希選手が横浜スタジアムでの偶数打席の登場曲にこの社歌を使用していた。イメージキャラクターの「バスゴリ」は、グループ会社すべてのバス車体に表示があり、パターンは様々で、イベント等に出演もある。

## 沿革
- 1954年（昭和29年）2月11日 - 日ノ丸自動車グループの大東京観光バスとして設立[17]。
- 1962年（昭和37年） - 近畿日本鉄道（現・近鉄グループホールディングス）の傘下となる[18]。
- 1964年（昭和39年） - 同系列のオリンピック観光バスを合併し近鉄大東京観光バスに社名変更[18]。
- 1970年（昭和45年） - 東京近鉄観光バスに社名変更[18]。
- 2001年（平成13年） - クリスタル観光バスに社名変更（買収によりクリスタルグループとなる）。クリスタルは阪神・名鉄・南海の大手私鉄各社から観光バス事業を相次いで買収[2]。
- 2007年（平成19年）7月 - 東京バスに社名変更（買収により大阪バスグループとなる）。
- 2013年（平成25年）11月 - 一般乗合旅客自動車運送事業の許可を受ける。
- 2014年（平成26年）6月1日 - 高速乗合バス「東京特急ニュースター号」の運行に参入。
- 2016年（平成28年）1月1日 -  グループ名を大阪バスグループから東京バスグループへ変更。
- 2017年（平成29年）10月 - 全国初のろう者のバス運転手が誕生[13]。
- 2019年（令和元年）11月 - 沖縄営業所の認可を受け新規開設、沖縄県に進出。
- 2020年（令和2年）
  - 8月 - 沖縄本島で乗合バス事業の認可を受ける[4]。
  - 12月 - 神奈川営業所の認可を受け新規開設。
- 2021年（令和3年）10月 - 一般乗用旅客運送事業の許可を受け、神戸営業所を開設。
- 2023年（令和5年）
  - 5月 - キッチンカーによる飲食事業「kitchen TOKYOBUS」を開始。
  - 10月 - 株式会社北部観光バス（沖縄県名護市）を買収[19]。
- 2024年（令和6年）3月 - グループ内会社再編により、大阪観光バス株式会社[20]が関連会社となる。
- 2025年（令和7年）
  - 3月31日 - 大バス太平タクシー株式会社および大バス米運タクシー株式会社（いずれも大阪府守口市）の全株式を東京・日本交通に売却。
  - 6月1日 - 日の出交通株式会社（東京都足立区）の全株式をHINODE&SONSより取得し子会社化。
  - 6月25日 - 東京バス神戸銀星タクシー営業所 (神戸市長田区)および大阪バス神戸営業所（タクシー部門）(神戸市中央区)の営業権を東京・日本交通に譲渡。

## 事業所

### バス事業
- 本社営業所
  - 東京都北区滝野川5丁目53番1号（練馬ナンバー）
  - 独自車番あり
  - 旧：東京近鉄観光バス北営業所
- 足立営業所
  - 東京都足立区宮城1丁目3番13号（足立ナンバー）
  - 独自車番あり
  - 旧：東京近鉄観光バス足立営業所
- 沖縄営業所
  - 沖縄県豊見城市座安324-1（沖縄ナンバー）
  - 独自車番あり
  - 新設営業所

### タクシー事業
- 日の出交通株式会社
  - 東京都足立区本木1丁目25−7（足立ナンバー、特別区・武三交通圏）

### 廃止営業所
- 千葉営業所
  - 千葉県印西市船尾1380-1
  - ちばレインボーバス（当時。現在の京成バス千葉セントラル印西営業所）船尾車庫の南側にあった。
- 越谷営業所
  - 埼玉県越谷市（春日部・越谷ナンバー）
  - 旧近鉄物流営業所を間借りしてさいたま市に拠点を置いていたが2006年に移転し、ナンバーも春日部に変更された。その後ご当地ナンバーである越谷ナンバーの車両も配置。
  - 旧：東京近鉄観光バス埼玉営業所
- 神奈川営業所
  - 神奈川県川崎市川崎区東扇島15

## 路線

### 高速バス
東京特急ニュースター号

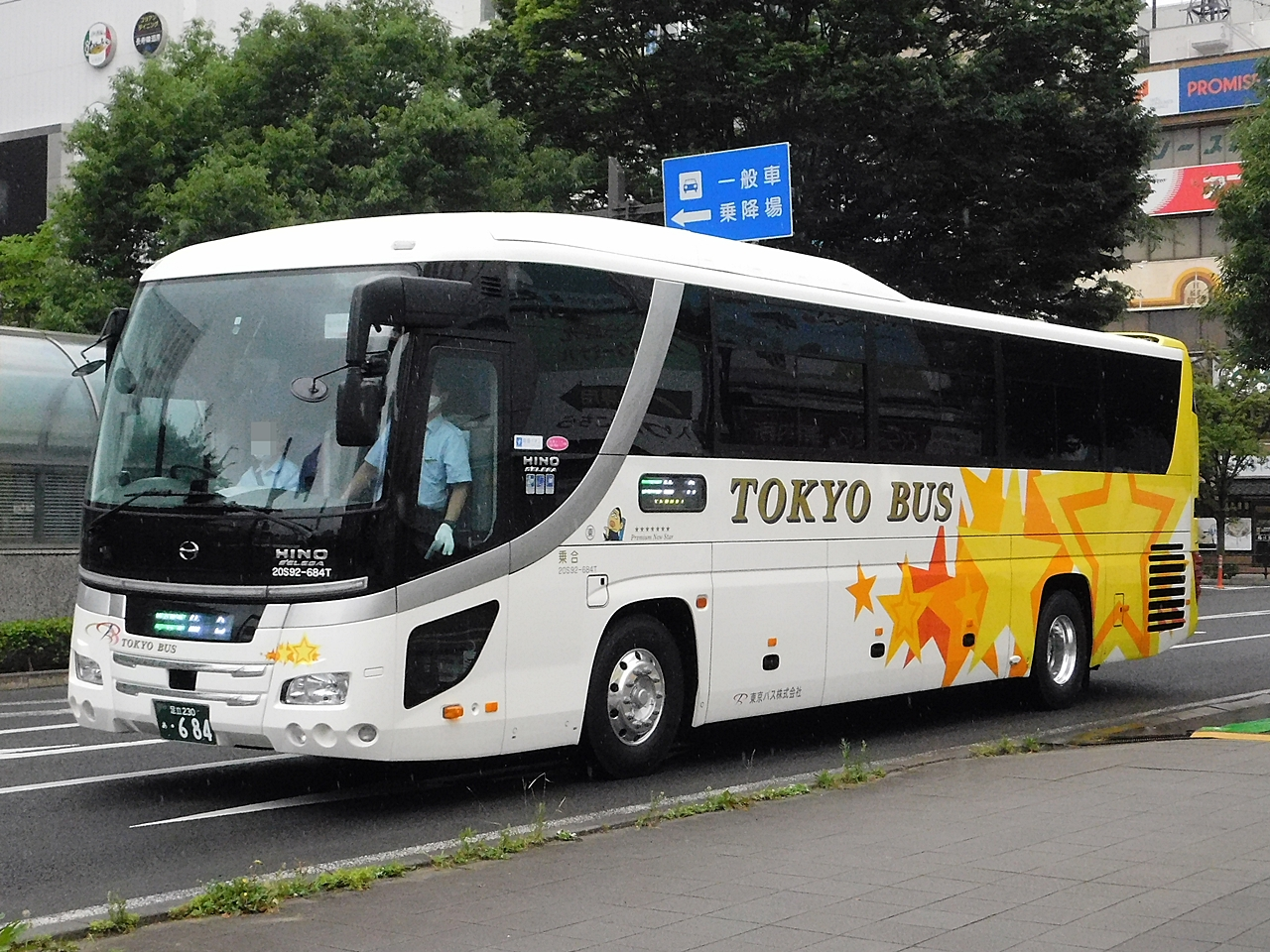
仙台特急ニュースター号
日野・セレガ（2020年8月）

- 北区王子駅・秋葉原駅・東京駅バスターミナル東京八重洲 - 京都駅八条口・大阪駅・USJ・天王寺駅・上本町駅・東大阪布施駅
  - 2014年6月1日より運行に参入。大阪バスとの共同運行。

東名特急ニュースター号
- 北区王子駅・東京駅バスターミナル東京八重洲・横浜駅YCAT - 名古屋駅・名古屋栄・愛知県庁
  - 2018年3月30日 - 運行開始。この時は昼行便のみで名古屋バスとの共同運行。
  - 2020年4月24日 - 夜行便運行開始[21]。

仙台特急ニュースター号
- 横浜駅YCAT・北区王子駅 - 仙台駅東口
  - 2020年8月7日 - 運行開始[22]。東京バスの単独運行。昼行便2往復、夜行便1往復の計3往復が設定されているが、当面夜行便のみ運行[23]。2023年4月現在、運行を休止している。2024年3月をもって正式に休止を発表[24]。なお、『ニュースター号』の名称を持つ高速バスは東北急行バスが先行して東京 - 仙台間に運行しており、東京バスの運行期間中は類似区間・名称で異なる会社の路線が競合していた。

三井アウトレットパーク木更津 直通バス
- 赤羽駅東口・王子駅 - 三井アウトレットパーク 木更津
  - 2020年12月23日 - 運行開始（小湊鉄道と共同運行）。王子駅発 午前2便、三井アウトレットパーク木更津発 夕方1便の運行。2023年3月26日をもって運行を終了した。

群馬-横浜ニュースター号
- 横浜駅YCAT・六本木ヒルズ - 高崎駅東口・水沢観音・伊香保温泉
  - 2021年12月17日 - 運行開始（群馬バスと共同運行）。2往復運行。
  - 2023年4月現在、運行を休止している。2024年3月に正式に運行終了を発表[24]。

### 空港リムジンバス
羽田空港リムジンバス
- 赤羽駅東口・王子駅南口 - 羽田空港（国際興業バス・京浜急行バスと共同運行）
  - 2015年4月6日 - 運行開始。国際興業バスと京浜急行バスは赤羽駅より先の川口元郷駅（埼玉県川口市）まで運行。
  - 2021年3月より、東京バスの単独運行。
  - 2024年6月14日より、交通系ICカード（Kitaca・Suica・PASMO・TOICA・manaca・ICOCA・SUGOCA・nimoca・はやかけん）での決済が可能となっている。ただし、交通利用扱いではなく、電子マネー扱いとなるため、PiTaPaは利用できない[25]。

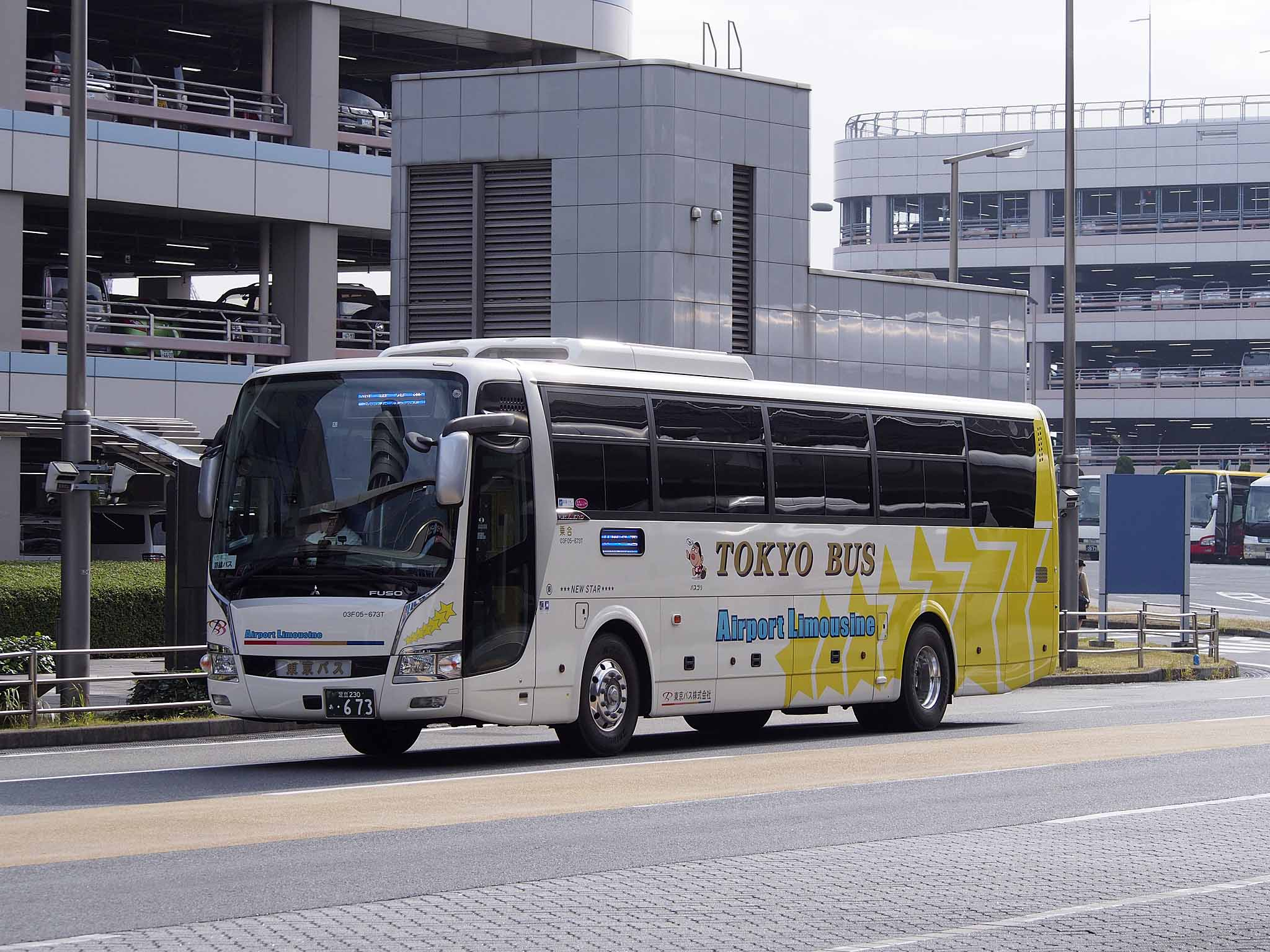
羽田空港リムジン王子・赤羽線 三菱ふそう・エアロエース（2018年11月）
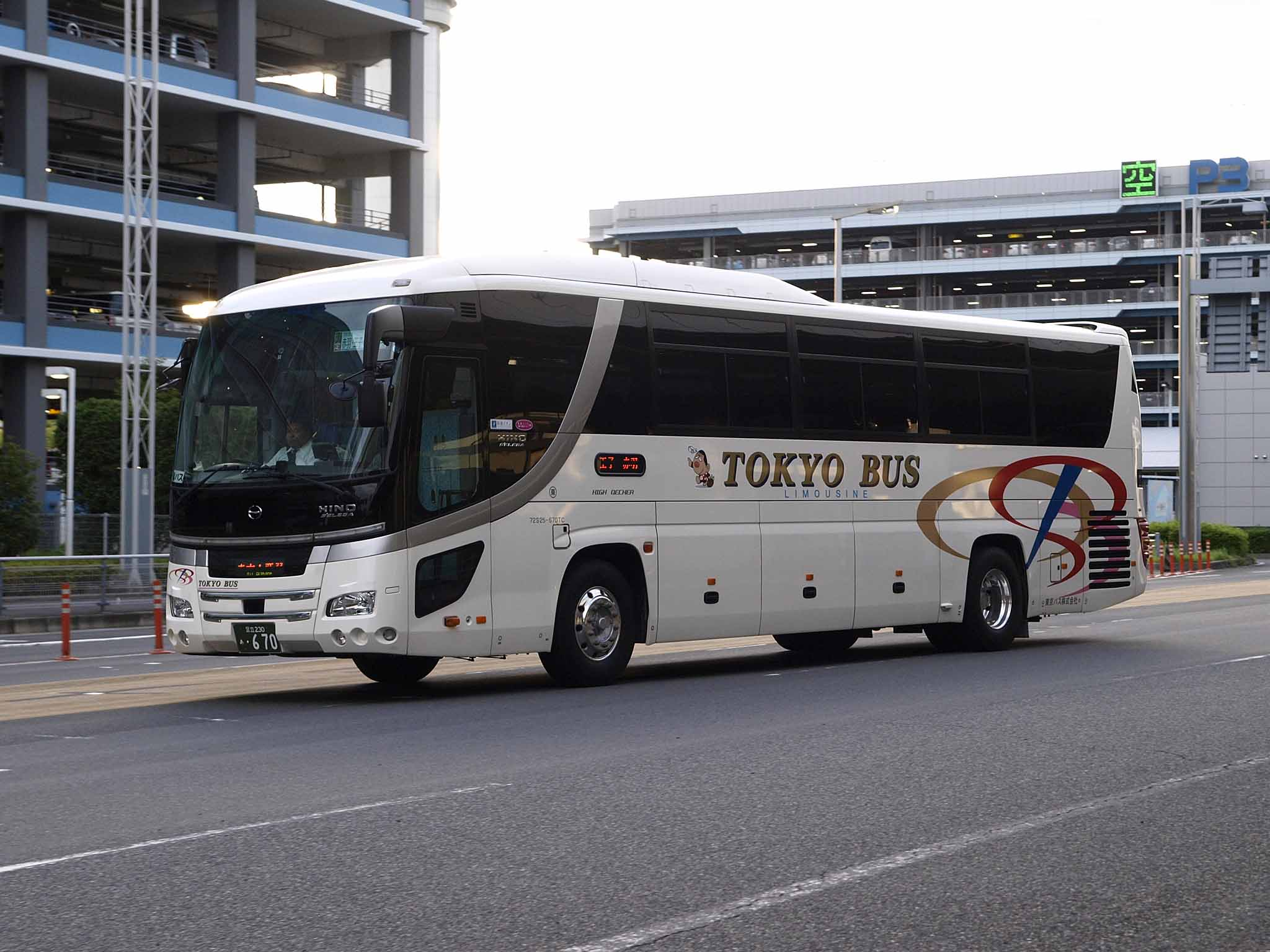
羽田空港リムジン王子・赤羽線 日野・セレガ（2015年7月）

琉球ホテルエアポートリムジンバス
- 琉球ホテル＆リゾート 名城ビーチ - 那覇空港
  - 2022年7月23日 - 運行開始[26]  4往復運行、無料Wi-Fiが使用できる。

瀬長島ホテルエアポートリムジンバス
- 琉球温泉瀬長島ホテル（ウミカジテラス）-那覇空港
  - 2023年7月8日 - 運行開始[27]土日祝のみ7往復運行、年内はオープントップバスで実証運行する[28]。

ジャングリアエクスプレス
- ジャングリア沖縄-那覇空港・国際通り入口
  - 2025年7月25日 - 運行開始[29]
  - 予約不要・先着順（他社便は予約制）

### 路線バス
沖縄本島
- ウミカジライナー[30][31][32]：国際通り 入口- 那覇商業高校 - 那覇空港 - 赤嶺駅 - 瀬長島ホテル - アウトレットモールあしびなー - イーアス沖縄豊崎 - 道の駅いとまん - サザンビーチホテル＆リゾート沖縄 - 糸満市役所 - 琉球ホテル＆リゾート 名城ビーチ
  - 2020年9月14日運行開始、2022年7月23日、名城ビーチまで延伸。
- ハーレーエクスプレス[33]：国際通り入口 - 那覇商業高校 - 那覇空港 - 赤嶺駅 - 道の駅いとまん - 糸満市役所 - 琉球ホテル＆リゾート　名城ビーチ 
  - 2020年10月5日運行開始。急行タイプ。早朝のみ運行。

## 東京大阪バスグループ会社

### 北海道バス
1975年（昭和50年）6月に「北海観光バス」として設立。しかし、同社の後継者難から2008年（平成20年）に大阪バスの傘下となり、2010年（平成22年）6月1日に商号を「北海道バス」に変更。2023年2月に、同様に東京バスグループ傘下となっていた「札幌バス」「北海道観光バス」と統合。

### 名古屋バス

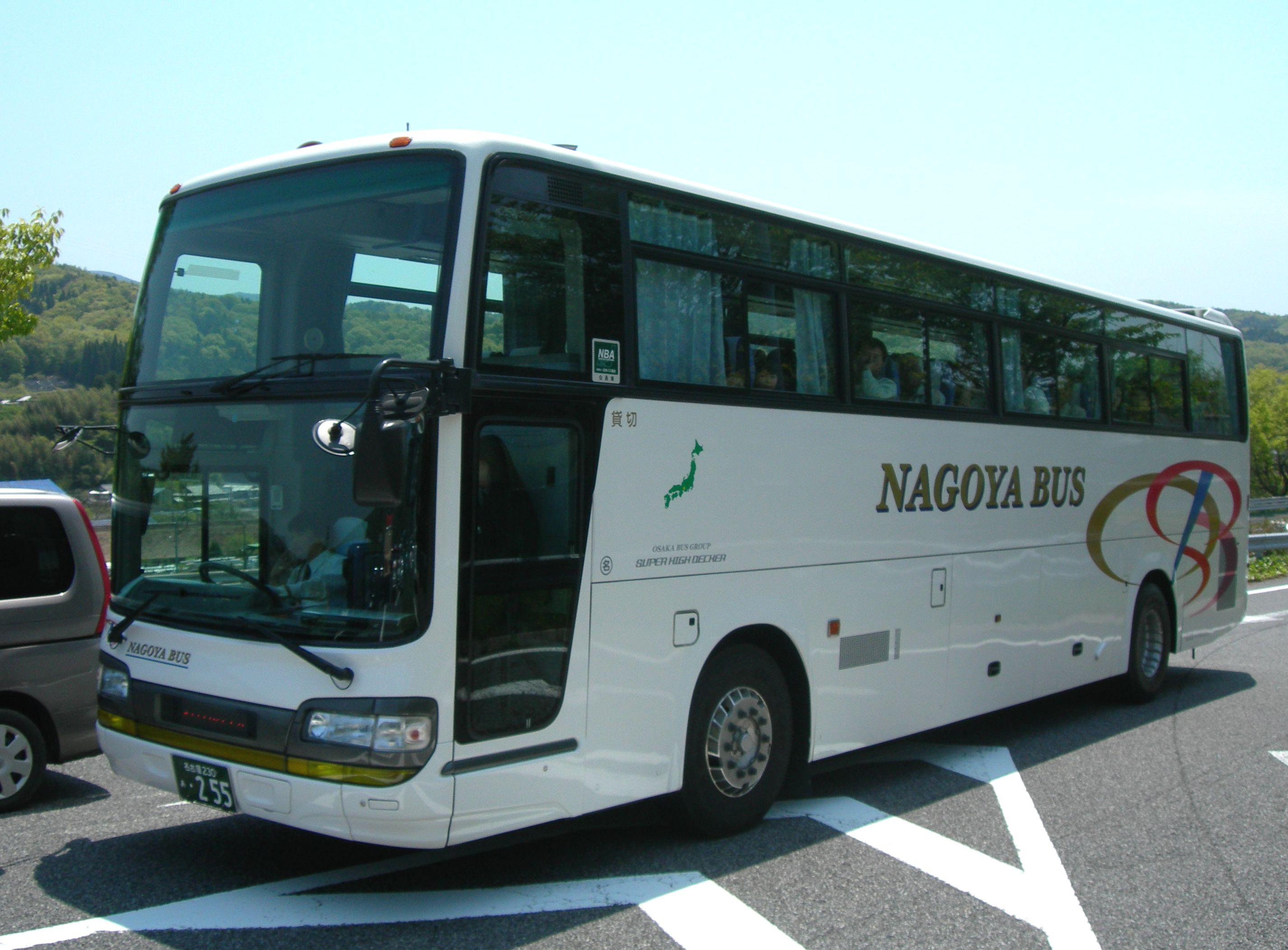
名古屋バスの車両

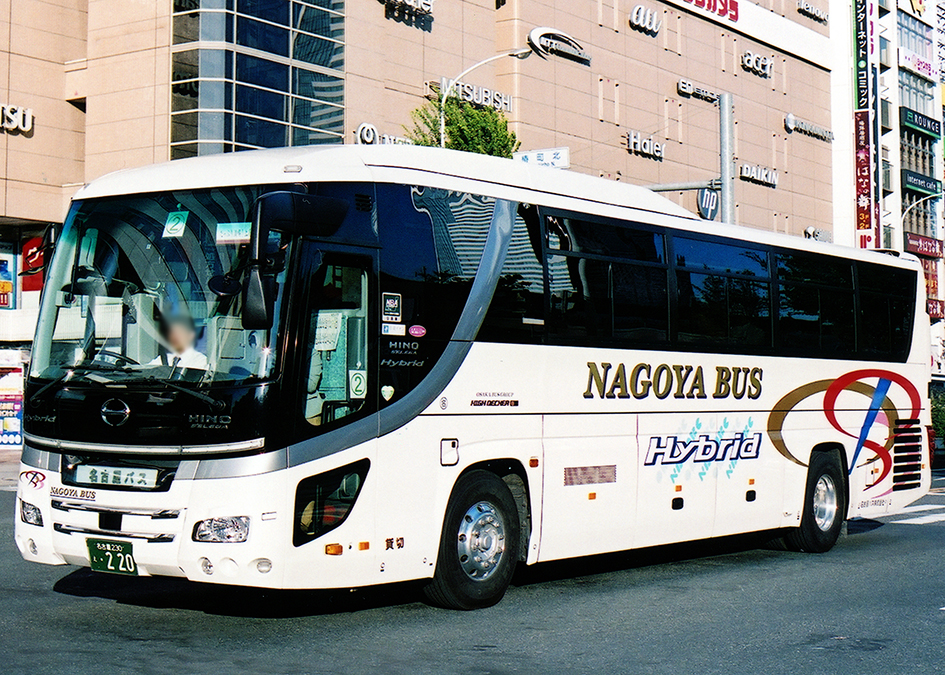
名古屋バスの車両

バス事業は阪神電気鉄道子会社の名古屋阪神観光バス（1978年に阪神電気鉄道から分社化）をクリスタルが買収し、クリスタル観光バス（名古屋）を経て東京バスグループへ。タクシー事業は2021年に八進タクシーを買収し東京バスグループへ。事業区域はバスは愛知県、タクシーは名古屋交通圏。所有台数はバス46台、タクシー28台。
- 本社・名古屋営業所（旧名古屋阪神観光バス）
  - 愛知県名古屋市北区新沼町3番地（名古屋ナンバー）
  - 車番はNA-[ナンバープレートの数字]
- 岐阜営業所
  - 岐阜県多治見市旭ケ丘10丁目6-39（岐阜ナンバー）

#### 高速バス路線
- 名古屋特急ニュースター号（2014年8月5日から一部便を担当）
- 京都名古屋特急ニュースター号（2016年12月16日から一部便を担当）
- 京都特急ニュースター号（2019年10月1日から一部便を担当）
- 東名特急ニュースター号（2018年3月30日から）

#### 中部国際空港 Airport Liner
- 名古屋駅 - 中部国際空港
  - 2016年（平成28年）4月22日運行開始。2017年（平成29年）3月27日に名古屋行きのみダイヤ改正[36]。中部国際空港を早朝深夜に発着するダイヤ設定が特徴。中部国際空港行きを1本、名古屋駅行きを2本運行。

### 大阪バス
西鉄グループの大阪西鉄観光バスの事業を2002年に買収して発足した会社。東京バスと並びグループの基幹企業であり、東京バスグループも2015年までは「大阪バスグループ」であった。

### 大阪観光バス

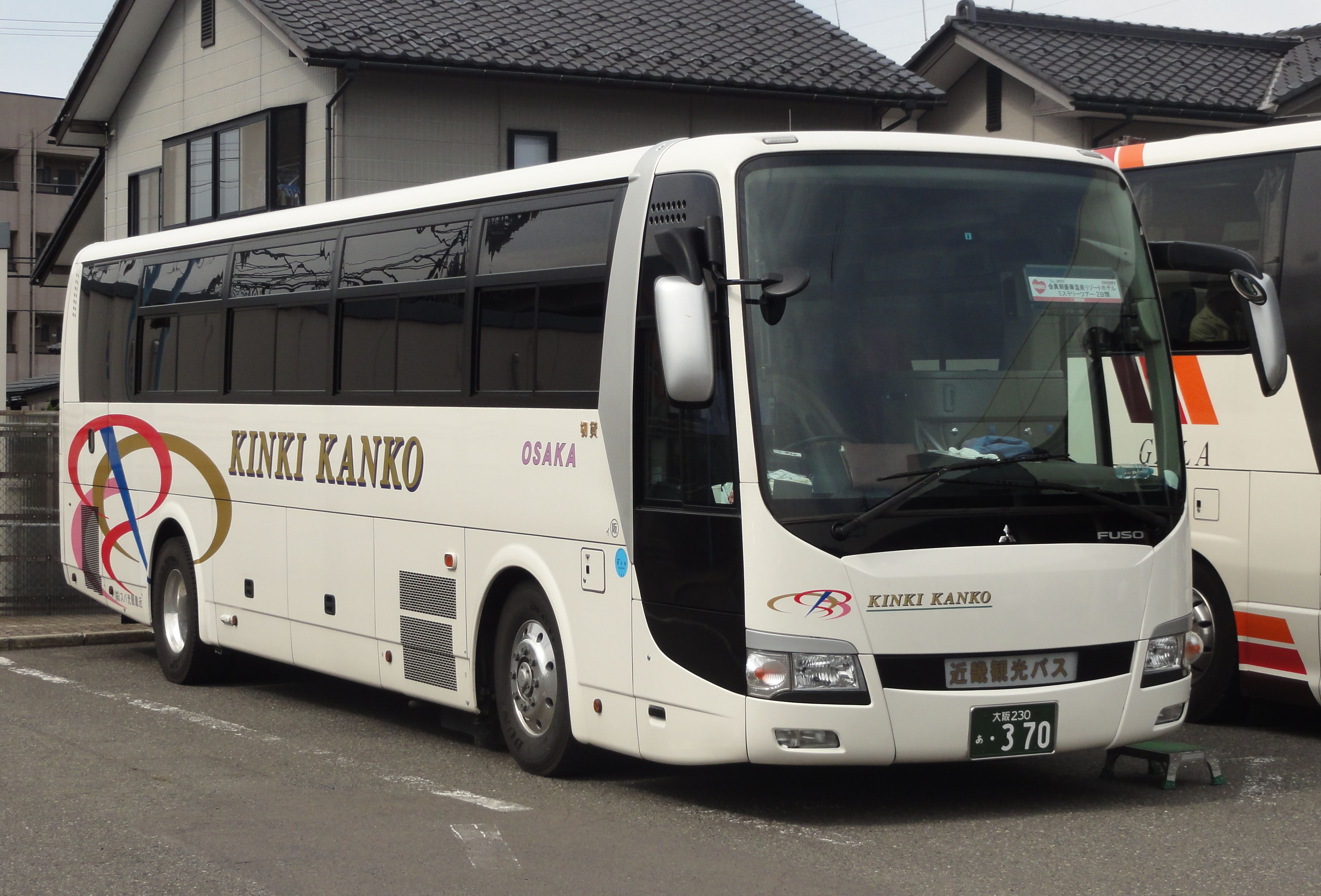
近畿観光バス

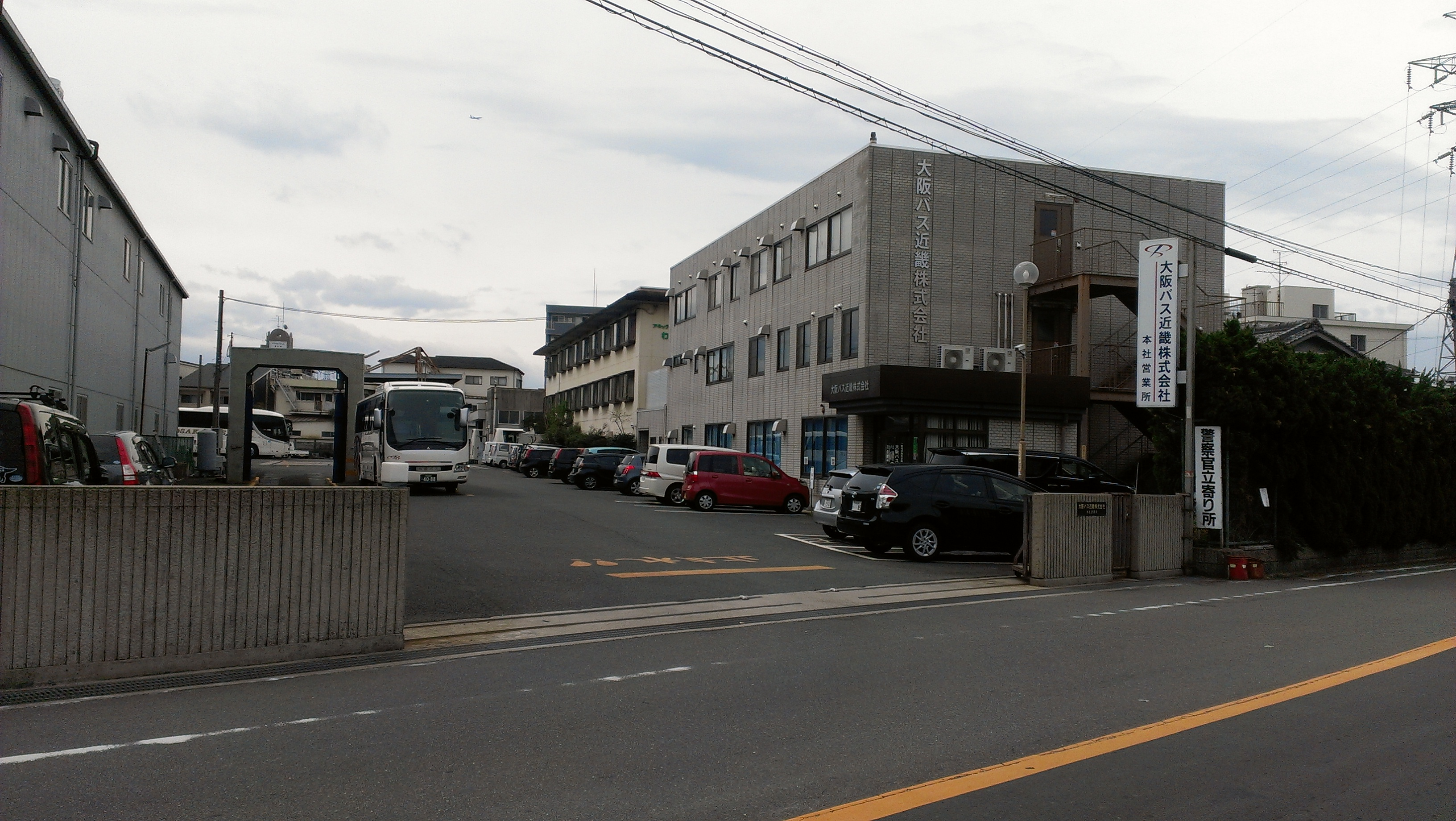
大阪観光バス 本社営業所

旧クリスタル観光バス（大阪）を買収。もとは名鉄グループの大阪名鉄観光バス・神戸観光バスと、南海グループの南海観光バス（南海電気鉄道の貸切バス事業を分社）の3社から成る。事業区域は大阪府，兵庫県と京都府。所有台数は111台とグループ最大。2014年4月1日をもって近畿観光バス株式会社から商号変更した。2024年3月1日に京都営業所（旧京都観光バス本社），神戸営業所（旧大阪バス神戸営業所）を開設し、大阪バス近畿株式会社から大阪観光バス株式会社に商号変更した。営業所統合に伴い、大阪バスから東京バスグループの所轄となった。
- 本社営業所（旧大阪名鉄観光バス）
  - 大阪府東大阪市稲田新町2丁目5番1号（大阪ナンバー）
  - 独自車番あり
- 京都営業所
  - 京都市南区上鳥羽大物町37番地（京都ナンバー）
- 神戸営業所
  - 神戸市中央区港島3-7（神戸ナンバー）

#### 高速バス路線
- 京都特急ニュースター号（2018年9月1日から一部便を担当）
- 京都名古屋特急ニュースター号（2019年10月1日から一部便を担当）
- 名古屋特急ニュースター号（2019年10月1日から一部便を担当）

### アクロス大阪バス
アクロス観光バス（大阪）を買収。前身は土佐電気鉄道の子会社であった不二観光バスで、事業区域は大阪府。所有台数は20台。2015年6月3日をもって東京バスグループ傘下となった。
- 本社営業所
  - 大阪府東大阪市稲田新町2丁目5番1号（大阪ナンバー）

### 福井バス
みつわグループに属していた、しろはと交通（福井県坂井市）を買収・改称。2016年6月をもって東京バスグループ傘下入りし、東京バスグループとしてはタクシー事業に参入することとなった。貸切バス事業区域は福井県、タクシー事業区域は福井交通圏（福井市、鯖江市、あわら市、坂井市、永平寺町、越前町のうち旧朝日町の区域）。
- 本社 
  - 福井県福井市羽水1丁目702（福井ナンバー） - 2024年4月に本社並びに本社営業所を旧福井営業所へ移転し集約。

### 大バス日ノ出交通
2019年6月に福井バス福井営業所（現本社）において設立し、日ノ出タクシー（福井県福井市、現在は営業実態なし）よりタクシー事業を譲受。事業区域は福井交通圏。

### 北部観光バス
2023年10月2日をもって東京バスグループ傘下となった。

### 日の出交通
2025年6月に東京バスグループ傘下となった。信和事業協同組合に所属し、同組合を通じて大和自動車交通と提携する。事業区域は特別区・武三交通圏。

### 閉鎖
- 京都営業所（クリスタル観光バス時代に設置）
  - 京都府京都市南区久世上久世町798-1（京都ナンバー）
  - 車番はKT-[ナンバープレートの数字]
    - 閉鎖後、車両は本社営業所若しくは京都観光バスに移籍。
- 住之江営業所（旧南海観光バス）
  - 大阪府大阪市住之江区新北島5丁目1番69号（なにわナンバー）
  - 車体表記はOSAKA
  - 2010年（平成22年）11月末に閉鎖し本社営業所に統合。
- 神戸営業所（旧名鉄神戸観光バス）
  - 2014年（平成26年）4月1日に大阪バス本体へ譲渡。
- 京都観光バス株式会社
  - 2023年2月29日バス事業終了。
  - 京都府京都市南区上鳥羽大物町37番地
- 大阪バス株式会社　神戸営業所
  - 2023年2月29日バス事業終了。
  - 兵庫県神戸市中央区港島3-7
  - バス事業は、大阪観光バスが神戸営業所を開設。

### 関連会社
- トラベルオンデマンド株式会社（大阪ツアーから社名変更）
- ニュースタートラベル株式会社（上記　トラベルオンデマンド株式会社から社名変更）
- トラベルオンデマンド株式会社（トラベルオンデマンド東京株式会社から社名変更）
- 北星ツアー株式会社
- 大阪観光サービス株式会社
- 前田観光自動車 - 前田工業のグループ会社で、東京バスグループには属しないが、兄弟会社となっている。福知山特急ニュースター号の福知山側の予約発券業務を担当。
- 大星自動車販売株式会社